# Jerry Portnoy

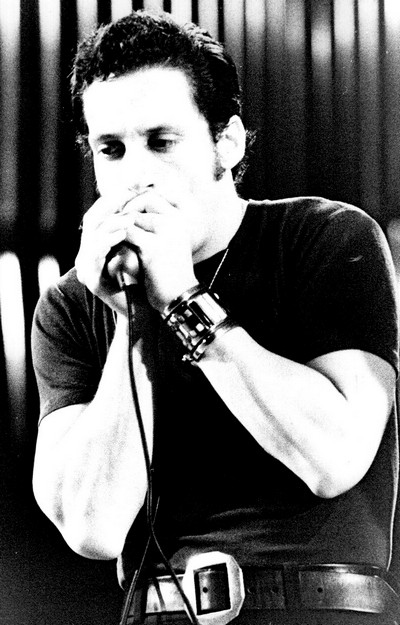
Jerry Portnoy Am 7. November 1976 in Paris, Frankreich

Jerry Portnoy (* 25. November 1943 in Evanston, Illinois) ist ein US-amerikanischer Blues-Musiker, ein Virtuose auf der Mundharmonika.

## Leben
Jerry Portnoy wurde in Evanston geboren, wuchs aber in der bluesgeschwängerten Umgebung von Chicagos Maxwell Street auf. Ende der 1960er-Jahre begann er seine Karriere als professioneller Musiker. In den 1970ern spielte Portnoy in der Band von Muddy Waters. 1980 gründete er zusammen mit Calvin „Fuzz“ Jones (Bass), Pinetop Perkins (Piano) und Willie „Big Eyes“ Smith (Schlagzeug), alle aus der Band von Muddy Waters, die Legendary Blues Band.
Im Jahre 1986 zog sich Portnoy vorübergehend aus dem Musikgeschäft zurück. 1987 gründete er mit Ronnie Earl die Broadcasters. Ab 1989 hatte er seine eigene Band, die Streamliners. Von 1991 bis 1993 spielte Portnoy in Eric Claptons Blues Band. Gelegentlich ist Jerry Portnoy, neben eigenen Auftritten, mit der „Muddy Waters Tribute Band“ unterwegs.
Portnoy fasste sein Können auf der Mundharmonika in Jerry Portnoy’s Blues Harmonica Masterclass zusammen, einem Lehrbuch mit drei CDs.

## Diskographie

### Jerry Portnoy
- Jerry Portnoy Down in the Mood Room Tiny Town TTCD2011
- Jerry Portnoy Home Run Hitter Indigo I60CD2026
- Jerry Portnoy Poison Kisses Modern Blues 1202

### Legendary Blues Band
- Legendary Blues Band Life of Ease Rounder 2029
- Legendary Blues Band Red Hot ’N Blue Rounder 2035

### Muddy Waters Tribute Band
- Muddy Waters Tribute Band I’m Gonna Miss You when You’re Dead and Gone+ Telarc 83335

### Mit Eric Clapton
- Eric Clapton Twenty Four Nights Reprise 9 26420-2
- Eric Clapton From the Cradle* Reprise 9 45735-2

### Mit Muddy Waters
- Muddy Waters I’m Ready CBS CBS PZ 34928
- Muddy Waters Muddy „Mississippi“ Waters Live CBS CBS PZ 35712
- Muddy Waters King Bee CBS CBS PZ 37064

### Als Begleitmusiker
- Joe Beard For Real AudioQuest AQ-CD1049
- Joe Beard Dealin’ AndioQuest AQ-CD1055
- John Brim The Ice Cream Man Tone-Cool TC 1150
- John Campbell A Man and His Blues CrossCut CCR 1019
- Eddy Clearwater Cool Blues Walk Bullseye 82896
- Bo Diddley A Man Amongst Men+ Code Blue 82896
- Ronnie Earl I Like It When It Rains Antone’s ANT002
- Ronnie Earl and The Broadcasters Soul Searching Black Top BT 1042
- Luther Johnson Talkin’ About Soul Telarc CD-83476
- Pinetop Perkins Born in the Delta Telarc CD 83418
- Paul Rishell Blues on a Holiday Tone-Cool TC 1144
- Duke Robillard Dangerous Place Pointblank 42857
- Duke Robillard Explorer Shanachie 9025
- Les Sampou Fall From Grace Flying Fish CD FF 657
- Hubert Sumlin Hubert Sumlin’s Blues Party Black Top BT 1036
- Bill Wyman’s Rhythm Kings Anyway the Wind Blows Velvel 63467-79768-2
- Zora Young Travelin’ Light Deluge del d 3003
- Johnny Young Johnny Young Plays the Blues Blues on Blues BOB 10005